# Kritike komunizma
Dejanja vlad komunističnih držav so bila predmet kritik po vsem političnem spektru. Po mnenju kritikov vladavina komunizma vodi v totalitarizem, politično represijo, omejevanje človekovih pravic, slabo gospodarsko uspešnost ter kulturno in umetniško cenzuro. Vladavino komunizma so še posebej ostro kritizirali antikomunisti in desničarski kritiki, pa tudi drugi, kot npr. učenjaki, kritiki, strokovnjaki, zgodovinarji, demokratični socialisti in libertarni socialisti. Vladajoče komunistične partije so izpodbijala tudi domača nesoglasja.                    
Več avtorjev je opazilo vrzeli med uradno politiko enakosti in ekonomske pravičnosti ter realnostjo pojava novega razreda v komunističnih državah, ki je uspeval na račun preostalega prebivalstva. V Srednji in Vzhodni Evropi so dela disidentov Václava Havela in Aleksandra Solženicina pridobila mednarodno veljavo, prav tako dela razočaranih bivših komunistov, kot je Milovan Đilas, ki je obsodil nov razredni ali nomenklaturni sistem, ki je nastal pod vladavino komunistične partije. Večje kritike prihajajo tudi s strani antistalinistične levice in drugih. O njeni družbeno-ekonomski naravi se je veliko razpravljalo, različno je bila označena kot oblika birokratskega kolektivizma, državnega kapitalizma, državnega socializma ali popolnoma edinstven način proizvodnje.
Vladavina komunizma je bila ostro kritizirana kot avtoritarna ali totalitarna zaradi aretacij in pobijanja političnih nasprotnikov in družbenih razredov (tako imenovanih "sovražnikov ljudstva"), preganjanja vere, etničnega pobijanja, prisilne kolektivizacije in uporabe prisilnega dela v koncentracijskih taboriščih. Vladavina komunizma je bila obtožena tudi zločinskih dejanj v Kambodži, na Kitajskem, Poljskem in v Ukrajini, kar je privedlo do velikih genocidov. Vendar med znanstveniki ni soglasja in je to odvisno od uporabljene definicije genocida. Zahodnjaška kritika komunistične vladavine je temeljila tudi na kritiki socializma s strani ekonomistov, kot sta Friedrich Hayek in Milton Friedman, ki sta trdila, da sta državno lastništvo in načrtno gospodarstvo, značilno za komunistično vladavino v sovjetskem slogu, odgovorna za gospodarsko stagnacijo in pomanjkanja gospodarstva, ki zagotavljajo malo spodbude za posameznike za izboljšanje produktivnosti in vključevanje v podjetništvo. Antistalinistična levica in drugi levičarski kritiki jo vidijo kot primer državnega kapitalizma in jo označijo kot "rdeči fašizem" v nasprotju z levičarsko politiko. Drugi levičarji, vključno z marksizmo-leninisti, jo kritizirajo zaradi njenih represivnih državnih dejanj, hkrati pa priznavajo določene napredke, kot so egalitarni dosežki in modernizacija v takih državah. Protikritika je raznolika, vključno s pogledom, da predstavlja pristransko ali pretirano protikomunistično pripoved. Nekateri akademiki predlagajo bolj niansirano analizo vladavine komunistične partije. 
O presežni umrljivosti pod vladavino komunizma so razpravljali kot del kritične analize vladavine komunistične partije. Po besedah Klas-Görana Karlssona je bila razprava o številu žrtev vladavine komunistične partije "izjemno obsežna in ideološko pristranska." Vsak poskus ocene skupnega števila pobojev pod vladavino komunistične partije je v veliki meri odvisen od definicij, v razponu od nizkih 10–20 milijonov do celo 110 milijonov. Kritike nekaterih ocen so večinoma osredotočene na tri vidike, in sicer na (i) da ocene temeljijo na redkih in nepopolnih podatkih, kadar so pomembne napake neizogibne; (ii) številke so nagnjene na višje možne vrednosti; in (iii) tistih, ki umirajo v vojni in žrtev državljanskih vojn, holodomorja in drugih lakot pod vladavino komunizma, ne bi smeli šteti. 